# Harald Madsen
Harald Martin Bergmann Madsen  (20. november 1890 i Silkeborg – 13. juli 1949 i Usserød, Hørsholm) var en dansk skuespiller.
Madsen begyndte sin karriere som cirkusartist og blev siden varietékunstner. Filmdebuten fik han i 1917 i den svenske Alexander den Store af Mauritz Stiller. Fra 1921 var han filmskuespiller herhjemme og medvirkede bl.a. i Fy og Bi-filmene. Harald Madsen indstillede filmkarrieren grundet sygdom. Under 2. verdenskrig optrådte han i Cirkus Benneweis.
I 1924 blev han gift med Anna Ingeborg Helga Sandberg (1882–1974).
Madsen er begravet på Hørsholm Kirkegård.

## Filmografi
| - Alexander den store (1917) - Film, Flirt og Forlovelse (1921) - Han, hun og Hamlet (1922) - Mellem muntre Musikanter (1922) - Sol, Sommer og Studiner (1922) - Landligger - Idyl - Vandgang (1922) - Blandt Byens Børn (1923) - Kan Kærlighed kureres? (1923) - Daarskab, Dyd og Driverter (1923) - Vore Venners Vinter (1923) - Professor Petersens Plejebørn (1924) - Lille Lise Letpaataa (1924) - Raske Riviera Rejsende (1924) - Ole Opfinders Offer (1924) - Spritsmuglerne (1925) - Grønkøbings glade Gavtyve (1925) - Takt, Tone og Tosser (1925) | - Svigersønnerne (1926) - Don Quixote (1926) - Lykkehjulet (1926) - Dødsbokseren (1926) - Ulvejægerne (1926) - Ebberød Bank (1926) - Vester Vov-Vov (1927) - Tordenstenene (1927) - Filmens Helte (1928) - Kongen af Pelikanien (1928) - For fuld Fart (1928) - Kraft og Skønhed (1928) - Højt paa en Kvist (1929) - Hallo! Afrika forude! (1929) - Raketbussen (1929) - Kys, Klap og Kommers (1929) - Hr. Tell og Søn (1930) | - Pas paa Pigerne (1930) - I kantonnement (1931) - Krudt med Knald (1931) - Glade Gøglere (1932) - Han, hun og Hamlet (1932) - Cirkus Saran (1935) - Fy og Bi som blinde Passagerer (1936) - Kvinderøverne (1936) - De falske Grever (1937) - Fy og Bi i Paradis (1937) - I de gode gamle dage (1940) - Calle og Palle (1948) - Her er vi igen (1952) - Glade dage (1954) - Fy og Bi på Eventyr (1955) - Fuld af fiduser (1956) - Lutter løjer (1957) |